# Edward H. Bennett
Edward Herbert Bennett (né en 1874 à Bristol en Angleterre - mort en 1954 à Tryon en Caroline du Nord) est un architecte et urbaniste surtout connu pour avoir participé et dessiné les plans de l'un des plus grands projets de restructuration urbaine du XXe siècle, le Plan de Chicago de 1909.

## Biographie
Edward H. Bennett naquit en 1874 à Bristol, en Angleterre (Royaume-Uni) dans une famille catholique. Durant la fin des années 1870, Bennett et sa famille déménagèrent à San Francisco aux États-Unis. Bennett se passionna pour l'architecture et l'urbanisme et devint l'employé de Robert White, qui posséda un cabinet d'architecte. Il fut encouragé par le célèbre architecte Bernard Maybeck et poursuivit ses études à l'École nationale supérieure des beaux-arts de Paris de 1895 à 1902.
Après ses études, il passa un peu de temps à New York avec l'éminent architecte Georges B. Post qui l'envoie à Chicago pour assister l'architecte Daniel Burnham à la préparation d'un plan pour l'académie militaire de West Point. Burnham trouva le travail de Bennett très satisfaisant et, en 1903, l'invita à l'accompagner à Chicago pour travailler sur le Plan de renouvellement urbain de San Francisco, et par la suite, le Plan de Chicago. Burnham et Bennett achevèrent le Plan de San Francisco qui ne sera pas mis en œuvre à la suite du tremblement de terre 1906. Bennett fut reconnu pour son travail de conception et de collaborateur de Burnham pour le Plan de Chicago de 1909. C'est Burnham qui recueilla des fonds et de la visibilité pour le Plan de Chicago et Bennett qui créa les maquettes et les dessins.
Avec la Grande Dépression, le volume de travail de Bennett diminua. À partir de la fin des années 1920, il participa à la planification de l'Exposition universelle de 1933 (A Century of Progress Exposition) à Chicago et conçut un certain nombre de structures pour cette exposition. De 1927 à 1937, Bennett est président du conseil des architectes responsables du développement du Triangle fédéral à Washington, D.C, un vaste complexe de bâtiments gouvernementaux situés entre la Maison-Blanche et le Capitole des États-Unis et construits pour abriter plusieurs agences fédérales, notamment ce qui est connu aujourd'hui comme étant la National Archives and Records Administration (Administration des archives nationales).
En 1953, il présenta ses documents d'archives à l'Art Institute of Chicago, et ces derniers furent complétés par d'autres dons de la part de son fils architecte, Edward H. Bennett, Jr. au cours des deux décennies suivantes. En 2008, le petit-fils d'Edward Bennett, Edward Bennett III, fit don au Lake Forest College d'une importante collection de documents personnels, de croquis, de maquettes et de photographies de Bennett, y compris ses carnets personnels pour les plans de Chicago et de San Francisco.

## Réalisations notables

### À Chicago
- Plan de Chicago
- Jetée Navy
- Grant Park
- Buckingham Fountain
- Pont de Michigan Avenue
- Peristyle (original) au Millennium Park

+ d'autres projets sur lesquels il a travaillé

#### Exposition universelle de 1933
- Planification du projet
- Conception de plusieurs bâtiments

### Ailleurs
- Civic Center Park, Denver